# 二股
二股（ふたまた）とは、二人の恋人と同時交際すること。様々な事象において、主に対立する二つの両方に味方するような場合もこの言葉が使われる。戦国時代末期、伊達政宗が「二股膏薬」（右足の股にも左足の股にもいつの間にかついている貼り薬。風見鶏と同様の意味）と揶揄されていたようであり、本来はこちらの意味が主流だった。

## 語源の有力説
- 二人の異性または同性と同時に交際していることを、「二人に股を使っている」（二人とセックスしている）という意味から「二股」となった。
- 「二人にまたいで交際している」ということから「二また」（ただし、「またぐ」は漢字で「跨ぐ」と書く）となった。
- 膏薬（貼り薬）を片方の足の股に貼り付けておくと、いつの間にか、もう片方の足の股にくっついていることがあるので、それを節操ない様子に絡めて表現した。

## その他
- 好意的な意味で使われる言葉ではなく、それを行っている人を揶揄したり、馬鹿にしたりするときに使われることが多い。ただし、芸人が注目を集める意味で、複数の異性と交際関係にあることを、この言葉で喧伝することがある。一般的には、イメージダウンを誘う言葉である。
- 不倫もその一種であるが、不倫の場合は、片方または両方が婚姻関係にある場合に示す。
- 完全に別れていないのに、別の人と交際をはじめた場合もこの言葉が使われる。ただし、僅かな期間を含めて、交際期間が重なっている場合が少なくないため、使用方法はそれぞれの判断で行われる。
- 同時に交際している人数が増えると、三股・四股・五股…と数字が増えていく。また、（タコの足が8本あることから）タコ股・タコ足交際という言葉も用いられる。